# تشارلز ميريل هوف
تشارلز ميريل هوف (بالإنجليزية: Charles Merrill Hough)‏ هو قاضي ومحامي أمريكي، ولد في 18 مايو 1858 في فيلادلفيا في الولايات المتحدة، وتوفي في 22 أبريل 1927.